# Gilberto Goellner
Gilberto Flávio Goellner (Carazinho, 19 de fevereiro de 1947) é um empresário, dono do grupo Girassol, e político brasileiro filiado ao Democratas (DEM).

## Biografia
Formado em Agronomia pela Universidade Federal do Rio Grande do Sul, mudou-se para o estado do Mato Grosso no início dos anos 1980 onde tornou-se empresário do Agronegócio e proprietário de empresa produtora de sementes. Dirigiu algumas entidades de classe dos produtores rurais, em especial a soja.
Goellner foi primeiro suplente do senador Jonas Pinheiro de Mato Grosso, eleito em 2002. Com o falecimento deste em 20 de fevereiro de 2008, assumiu o mandato em definitivo em 26 de fevereiro. É membro da bancada de produtores rurais no Senado Federal. 
Solicitou licença médica do Senado em 4 de maio de 2010, assumindo em seu lugar o segundo suplente, Jorge Yanai.